# Acherontia lachesis
Acherontia lachesis är en fjärilsart som beskrevs av Fabricius 1798. Acherontia lachesis ingår i släktet Acherontia och familjen svärmare. Inga underarter finns listade i Catalogue of Life.

## Bildgalleri

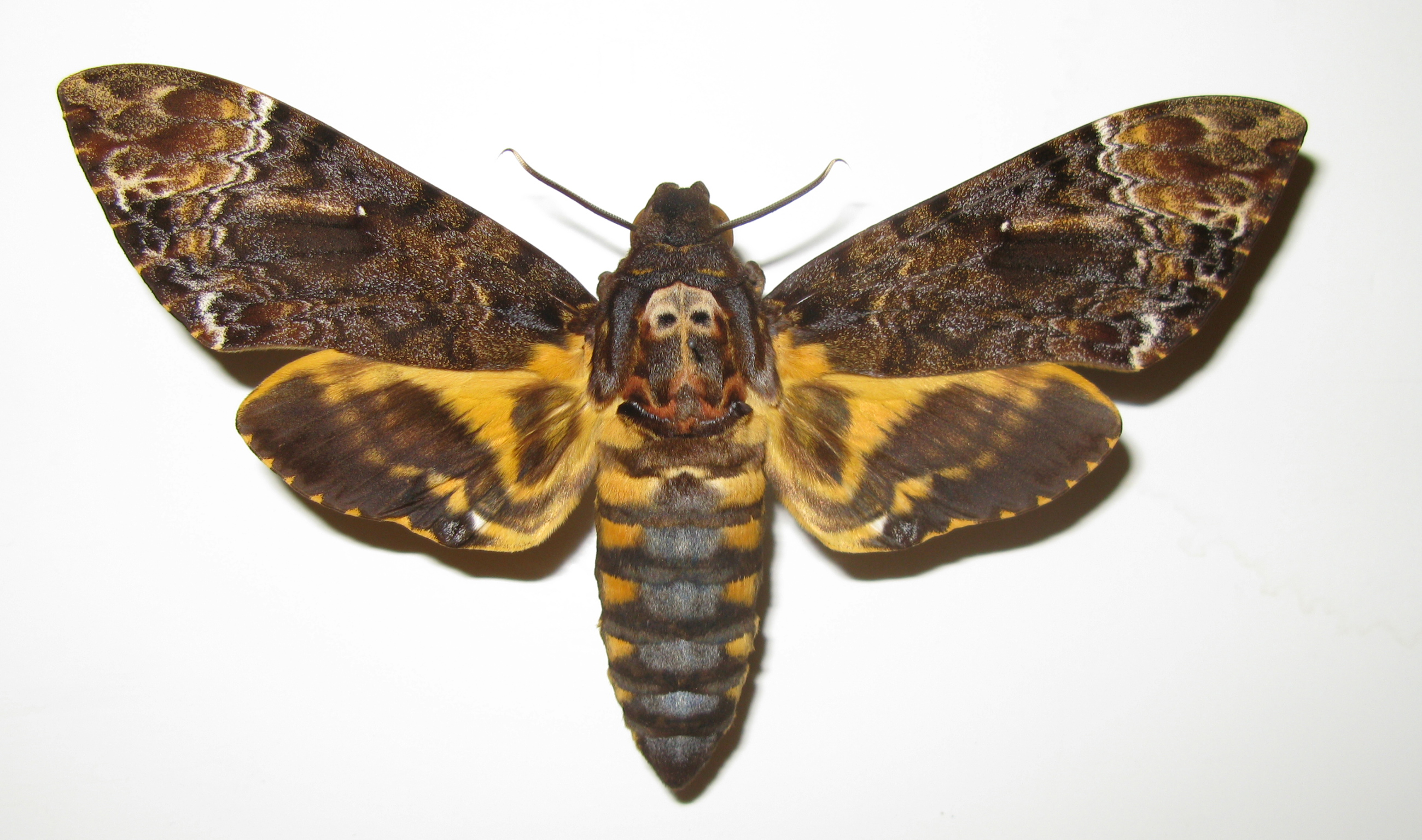
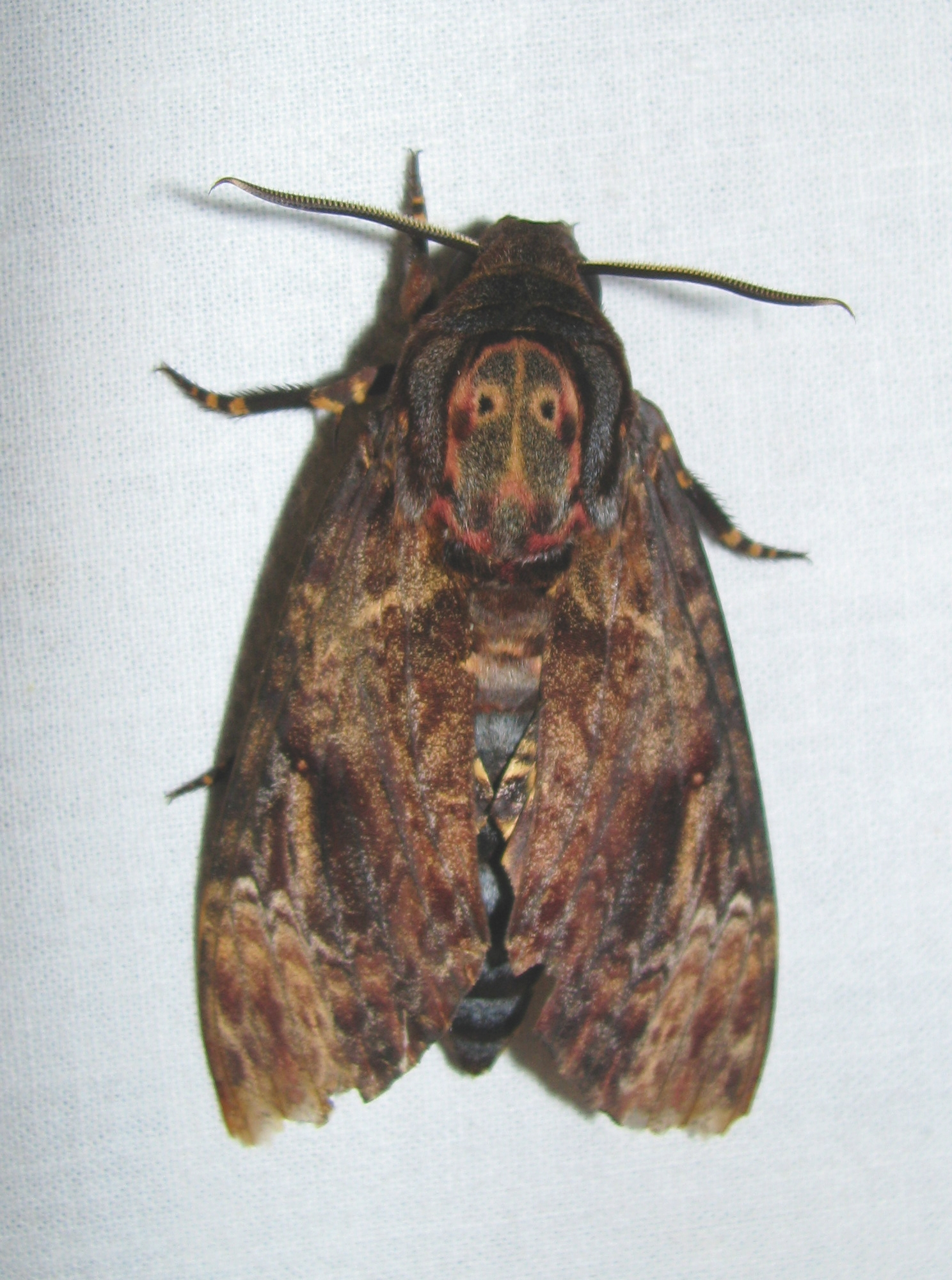
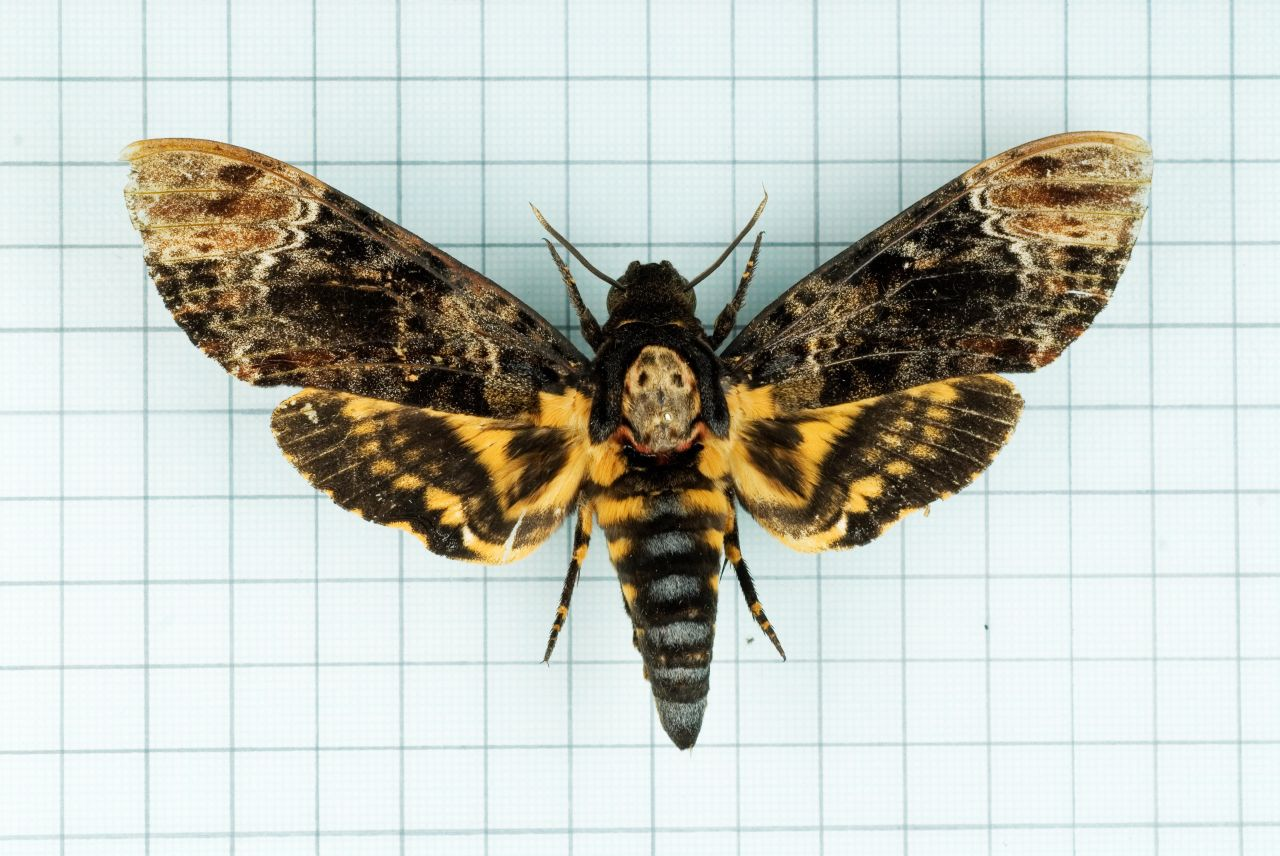
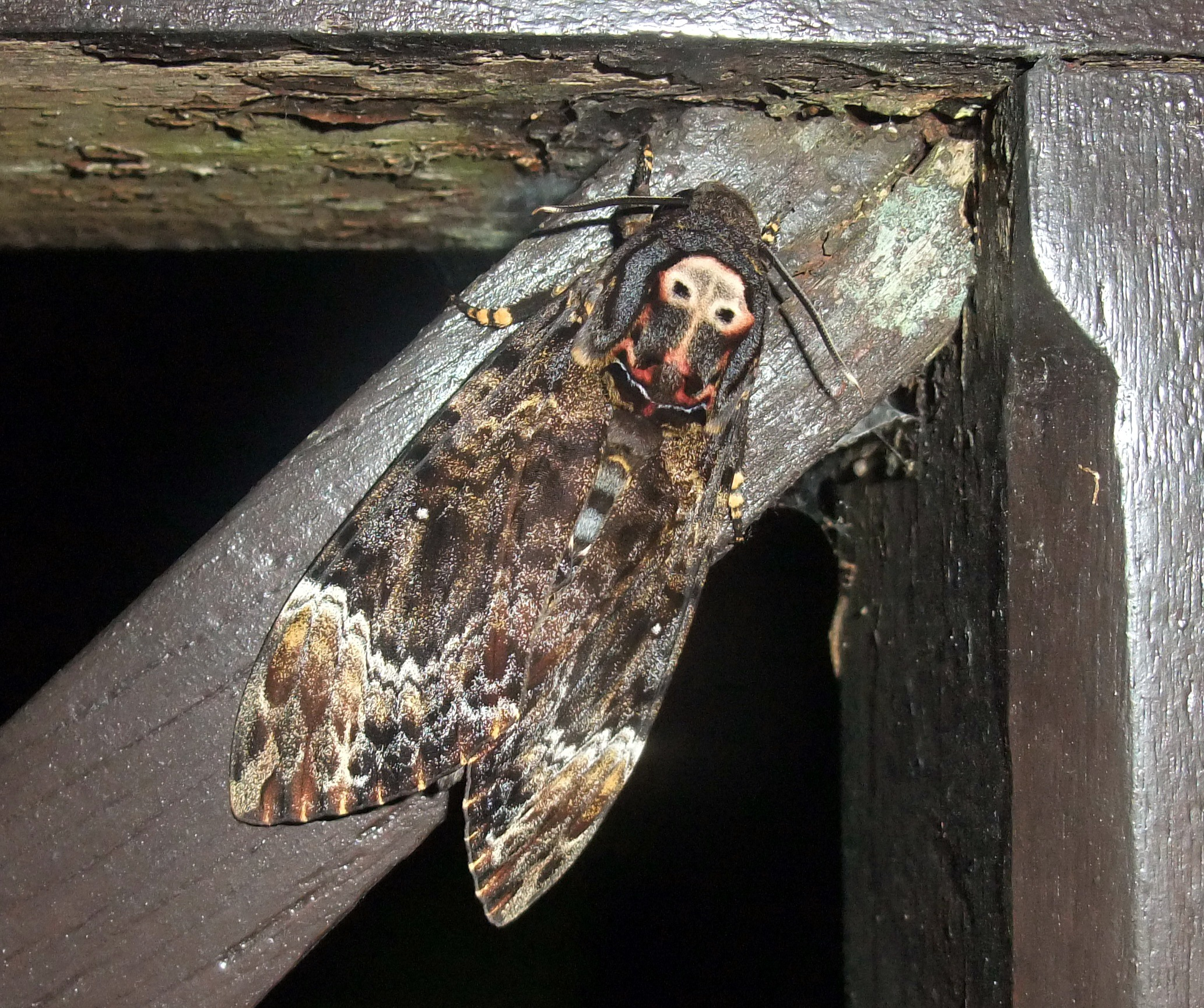
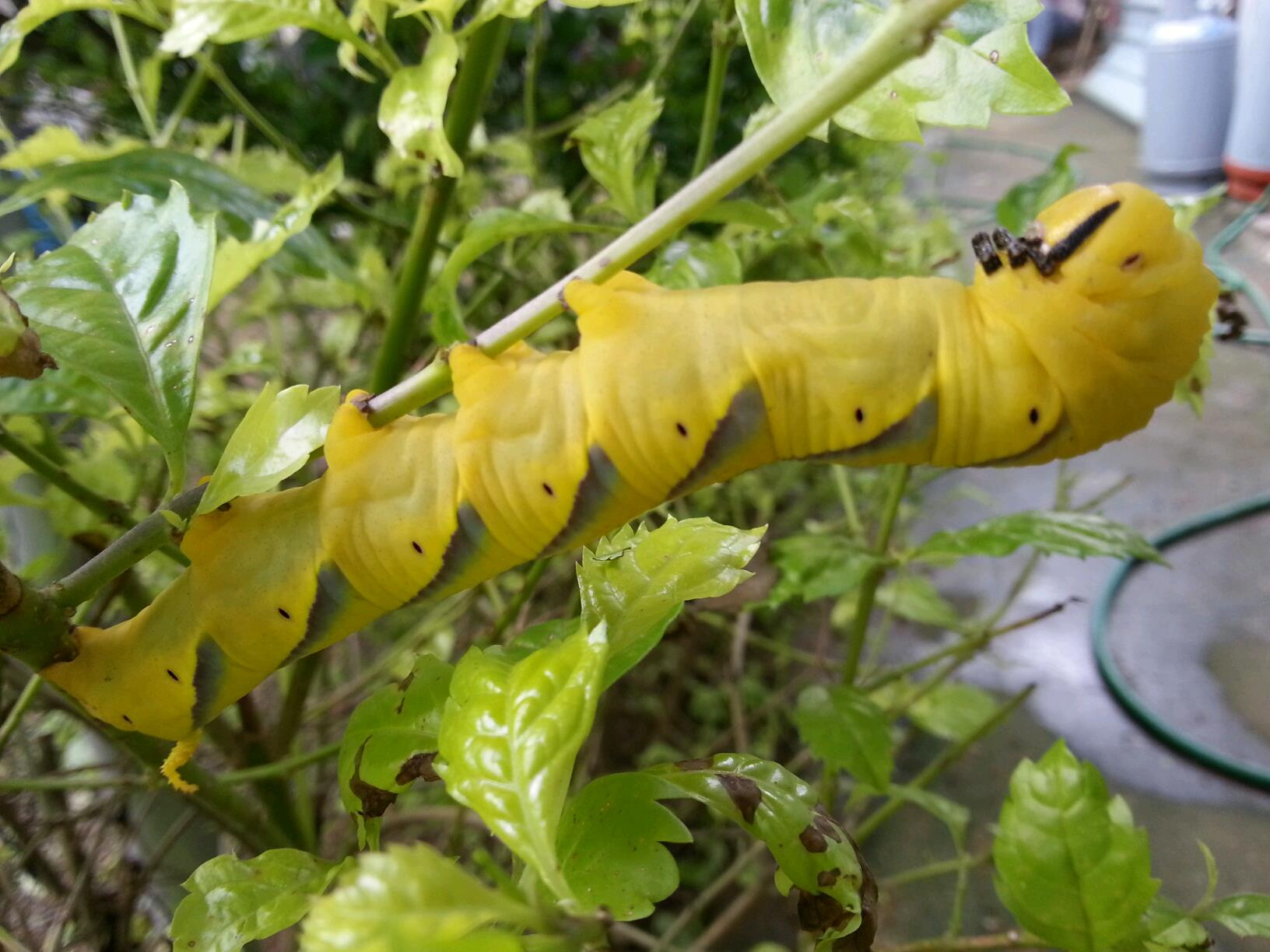